# Autosugestia
Autosugestia – technika pozwalająca na pracę nad ograniczającymi przekonaniami osoby ją stosującej. Polega na wielokrotnym powtarzaniu afirmacji, co powoduje podniesienie poczucia własnej wartości i przezwyciężenie ograniczających przekonań.
Autosugestia polega na powtarzaniu sobie pewnych wzorców, służących do osiągania celu. Wielu sportowców stosuje wizualizacyjną formę autosugestii. Wyobrażają sobie kilkukrotnie, że na przykład skaczą o tyczce i udaje im się przeskoczyć nad poprzeczką.